# Viciria chrysophaea
Viciria chrysophaea är en spindelart som beskrevs av Simon 1903. Viciria chrysophaea ingår i släktet Viciria och familjen hoppspindlar. Inga underarter finns listade i Catalogue of Life.